# Битва за місто Себу
Битва за місто Себу — частина Філіппінської кампанії 1944—1945 років Тихоокеанського театру бойових дій Другої світової війни, яка відбувалася між 26 березня та 8 квітня 1945 року. Результатом битви стала перемога Союзників та звільнення міста Себу від японської армії.
Вторгнення на Себу запланували здійснити з острова Лейте, де за два дні до вторгнення провели репетицію висадок. 26 березня велика флотилія крейсерів та есмінців, яка супроводжувала ударну групу, підійшла до острова Себу. Під загальним командуванням генерал-майора Вільяма Арнольда, 132-а американська дивізія та 182-й піхотний полк, загальною чисельністю близько 5 000 військовиків, висадилися на пляжі на відстані 4-х миль (6,4 км) на північний захід від міста Себу. Американські війська не зустріли японського опору під час висадки, проте, сильно постраждали від мін і пасток на пляжі. Чим ближче до міста підходили американські війська, тим запеклішим був опір японців.
Після захоплення основної частини міста, продовжувалося багато локальних боїв із залишками японської армії.